# Albert Sukop
Albert Sukop (24 novembre 1912 – 9 maggio 1993) è stato un calciatore tedesco, di ruolo centrocampista.

## Carriera

### Club
Albert Sukop giocò nel Braunschweiger Turn- und Sportverein Eintracht von 1895 fino alla stagione 1947-48 nel ruolo di centrocampista.

### Nazionale
Il 15 settembre 1935 giocò la sua unica partita con la nazionale tedesca, contro l'Estonia in una vittoria per 5-0.